# John Turner (psicologo)
John Charles Turner (Londra, 7 settembre 1947 – 24 luglio 2011) è stato uno psicologo sociale britannico. Con altri colleghi ha sviluppato la teoria dell'Auto-categorizzazione, che afferma tra l'altro che il sé non è un aspetto fondamentale della cognizione, ma è il risultato di processi cognitivi ed interazioni tra la persona e il contesto sociale.

## Biografia
Nasce in una zona popolare di Londra dove vive con i suoi genitori e sette tra fratelli e sorelle fino all'età di 11 anni. Anche se le sue umili origini non gli permetterebbero gli studi superiori, riesce a vincere una borsa di studio presso la prestigiosa Wilson's School a Camberwell.
Nel 1965 Turner si iscrive all'Università del Sussex dove si laurea in Psicologia Sociale dopo aver abbandonato più volte gli studi per aiutare il padre nel lavoro.
Nel 1975 prende il dottorato di ricerca in psicologia sociale presso l'Università di Bristol. Entra poi al Dipartimento di Psicologia dell'Università di Bristol come ricercatore associato, collaborando con Henri Tajfel e Howard Giles. In seguito assume incarichi di insegnamento presso il medesimo dipartimento, e nel 1982-83 presso l'Institute for Advanced Study di Princeton, nel New Jersey. Si trasferisce poi all'Università di Macquarie di Sydney e nel 1990 all'Università Nazionale Australiana di Canberra, dove assume l'incarico di professore di psicologia fino al 2008 e dove lavora alla sua teoria dell'Auto-categorizzazione.
Muore il 24 luglio 2011 dopo una lunga malattia.

## Pubblicazioni
Lista non esaustiva:
- David, B., & Turner, J. C. (1999). Studies in self-categorization and minority conversion: The ingroup minority in intragroup and intergroup contexts. British Journal of Social Psychology, 38, 115-134.
- Haslam, S. A., Oakes, P. J., Reynolds, K. J., & Turner, J. C. (1999). Social identity salience and the emergence of stereotype consensus. Personality and Social Psychology Bulletin, 25, 809-818.
- Onorato, R. S., & Turner, J. C. (2004). Fluidity in the self-concept: The shift from personal to social identity. European Journal of Social Psychology, 34, 257-278.
- Reynolds, K. J., Turner, J. C., & Haslam, S. A. (2000). When are we better than them and they worse than us? A closer look at social discrimination in positive and negative domains. Journal of Personality and Social Psychology, 78, 64-80.
- Reynolds, K., Turner, J. C., Haslam, S. A., & Ryan, M. (2001). The role of personality and group factors in explaining prejudice. Journal of Experimental Social Psychology, 37, 427-434.
- Turner, J. C. (2006). Tyranny, freedom and social structure: Escaping our theoretical prisons. British Journal of Social Psychology, 45, 41-46.
- Turner, J. C. (2005). Explaining the nature of power: A three-process theory. European Journal of Social Psychology, 35.
- Turner, J. C., & Reynolds, K. J. (2003). Why social dominance theory has been falsified. British Journal of Social Psychology, 42, 199-206